# European Computer Trade Show
 (avril 2020).
Pour les articles homonymes, voir ECTS.
Le European Computer Trade Show (ECTS) était un salon de jeu vidéo réservé aux professionnels de l'industrie et aux journalistes ayant lieu à Londres chaque année de 1989 à 2004.
Bien que d'aucune manière aussi important que le CES américain, ce salon qui avait lieu en avril et septembre chaque année à Londres était néanmoins un évènement important dans le calendrier de l'industrie du logiciel de divertissement. Sa relative petite taille (en termes d'audience) étant plus que compensée (à travers les yeux d'un exposant) par son statut d'évènement quasi réservé aux professionnels (les moins de 18 ans et les étudiants étaient exclus, mais monsieur tout le monde pouvait y entrer en s'aquitant d'un billet d'entrée très cher et dissuasif). Pratiquement toute entreprise ayant une présence significative sur le marché européen est attendu d'y assister ou d'organiser des présentations autour de salon. Le salon couvre essentiellement toutes les plateformes de jeu principales sur ordinateurs et consoles. Beaucoup de ce qui était annoncé à l'ECTS tendait à avoir déjà été annoncé aux CES.
Au fil des ans, l'ECTS est passé de plus grand rendez-vous européen des jeux vidéo, concurrençant même l'E3, à un salon médiocre que tous les gros éditeurs ont délaissé.
Depuis, la Games Convention de Leipzig l'a largement détrôné, à son tour détrônée par le Gamescom de Cologne depuis 2009.

## Dates
| Année | Dates           | Lieu                          |
| ----- | --------------- | ----------------------------- |
| 1989  | 16-18 avril     | Business Design Centre        |
| 1990  | 1-3 avril       | Business Design Centre        |
| 1991  | 14-16 avril     | Business Design Centre        |
| 1992  | 12-14 avril     | Business Design Centre        |
|       | 6-8 septembre   | Business Design Centre        |
| 1993  | 4-6 avril       | Business Design Centre        |
|       | 5-7 septembre   | Business Design Centre        |
| 1994  | 10-12 avril     | Business Design Centre        |
|       | 4-6 septembre   | Business Design Centre        |
| 1995  | 26-28 mars      | Olympia                       |
|       | 10-12 septembre | Olympia                       |
| 1996  | 14-16 avril     | Olympia                       |
|       | 9-10 septembre  | Olympia                       |
| 1997  | 7-9 septembre   | Olympia                       |
| 1998  | 6-8 septembre   | Olympia                       |
| 1999  | 5-7 septembre   | Olympia                       |
| 2000  | 3-5 septembre   | Olympia                       |
| 2001  | 2-4 septembre   | ExCeL                         |
| 2002  | 29-31 août      | Earls Court Exhibition Centre |
| 2003  | 27-29 août      | Earls Court Exhibition Centre |
| 2004  | 1-3 septembre   | Earls Court Exhibition Centre |